# Mühlbach am Hochkönig
Mühlbach am Hochkönig è un comune austriaco di 1 501 abitanti nel distretto di Sankt Johann im Pongau, nel Salisburghese. Stazione sciistica, sorge ai piedi del monte Hochkönig.